# Meiningen Meiningen
Meiningen Meiningen ist ein Dokumentarkurzfilm von Gudrun Steinbrück und Julia Kunert von 1980.

## Inhalt und Hintergründe
Der Film zeigt die Tätigkeit der Kellner der MITROPA im Schnellzug von Berlin nach Meiningen in düsteren Schwarz-Weiß-Bildern.
Er entstand an der Hochschule für Film und Fernsehen in Potsdam-Babelsberg.
Um 2021 wurde er digitalisiert. Danach wurde er bei Retrospektiven Babelsberger Studentenfilme 2022 im Berliner Kino Arsenal, und 2023 im Filmmuseum Potsdam gezeigt, sowie 2023 im Berliner Kino Krokodil bei einer Gedenkveranstaltung für Julia Kunert.